# جراتری
جراتری (به ایتالیایی: Gratteri) یک کومونه در ایتالیا است که در استان پالرمو واقع شده‌است.

## خصوصیات
جراتری ۳۸٫۴ کیلومترمربع مساحت و ۱٬۰۵۰ نفر جمعیت دارد.